# Ara i aquí
Ara i aquí (catalán, en español Ahora y aquí) es el segundo álbum de Lluís Llach aparecido en 1970.
Este disco fue grabado en directo en el Palau de la Música (Barcelona) el 13 de diciembre de 1969. La configuración original del disco, con canciones en directo, sólo se editó en las primeres ediciones de Movieplay (referencias S-26.030 y 17.0839/2 en LP). Por tanto, nunca se ha editado en compact disc.

## Canciones (versión original)
1. Per un tros del teu cos - 3:00
2. Cant miner - 2:55
3. L'estaca (Instrumental) - 2:26
4. Cal que neixin flors a cada instant - 2:51
5. Damunt d'una terra - 3:34
6. Aquell vaixell - 2:07
7. Jo sé - 2:40
8. Irene - 2:33
9. Respon-me - 5:01
10. Jo també he dormit a l'alba - 2:53

## Reediciones
El sonido directo original fue substituido por grabaciones de estudio en posteriores ediciones, incluyendo las siguientes ediciones en LP y todas las ediciones en compact disc. La nueva configuración es la siguiente:
1. Temps i temps
2. Despertar
3. Per un tros del teu cos
4. Cant miner
5. Cal que neixin flors a cada instant
6. Jo també he dormit a l'alba
7. Damunt d'una terra
8. Aquell vaixel
9. Jo sé
10. Somni

## Ficha técnica
- Editado por: Movieplay S-26030. LP. 1970 (reeditado por: Movieplay 17.0839/2 LP 1973, Fonomusic 892045/9 LP 1984, Dro 2002, Dro (DIGIPACK) 2006)
- Dirección musical: Francesc Burrull
- Arreglos de Respon-me: Zack Laurence
- Arreglos de las otras canciones: Francesc Burrull
- Producido por: Joan Molas